# Liste der israelischen Botschafter in Frankreich
Die Liste der israelischen Botschafter in Frankreich bietet einen Überblick über die Leiter der israelischen diplomatischen Vertretung in Frankreich seit der Gründung Israels im Jahr 1948 bis heute.

## Botschafter
| Amtszeit  | Name               | Anmerkung |
| --------- | ------------------ | --------- |
| 1949–1952 | Maurice Fischer    |           |
| 1953–1959 | Jacob Tsur         |           |
| 1960–1970 | Walter Eytan       |           |
| 1970–1974 | Asher Ben-Natan    |           |
| 1974–1979 | Mordechai Gazit    |           |
| 1979–1983 | Meir Rosenne       |           |
| 1983–1992 | Ovadia Soffer      |           |
| 1992–1995 | Yehuda Lancry      |           |
| 1995–1998 | Avi Pazner         |           |
| 1998–2000 | Eliahu Ben-Elissar |           |
| 2000–2002 | Elie Barnavi       |           |
| 2002–2005 | Nissim Zvili       |           |
| 2006–2010 | Daniel Schek       |           |
| 2010–2015 | Yossi Gal          |           |
| 2015–2019 | Aliza Bin-Noun     |           |
| 2021–2022 | Yael German        |           |
| 2023–     | Joshua Zarka       |           |

Von 2019 bis 2021 wurde das Amt von vorübergehenden Abgesandten besetzt, von 2022 bis 2023 war das Amt ein Jahr lang vakant.